# 芝野博文
芝野 博文（しばの ひろふみ、1940年12月25日 - 2009年9月4日）は、日本の実業家。

## 経歴
大阪府出身。1964年に大阪大学工学部応用学科を卒業し、大阪ガスに入社。1994年6月に取締役に就任し、1997年6月に常務、1999年6月に専務を経て、2001年6月には副社長に就任。燃料電池やコージェネレーションなどの新規事業を担当していたので、部下から「花咲じいさん」というあだ名で呼ばれていた。2003年6月から2008年4月までに社長を務め、2008年6月には常任顧問に就任。
2004年11月に藍綬褒章を受章。
2009年9月4日、心不全のために死去。68歳没。